# Episolder finitimus
Episolder finitimus (Tanasevič, 1996) è un ragno appartenente alla famiglia Linyphiidae.
È l'unica specie nota del genere Episolder.

## Distribuzione
La specie è stata rinvenuta in Russia, nella repubblica di Tuva.

## Tassonomia
Dal 1996 non sono stati esaminati esemplari, né sono state descritte sottospecie al 2012.